# Papás por conveniencia
Papás por conveniencia je meksička telenovela koju je producirala Rosy Ocampo za Televisu. U njemu glume Ariadne Díaz i José Ron. Telenovela je premijerno prikazana 21. listopada 2024. na Las Estrellas.

## Uloge
- Ariadne Díaz – Aidé Mosqueda
- José Ron – Constantino "Tino" Guevara
- Ferdinando Valencia – Guzmán Muriel
- África Zavala – Federica
- Daniela Luján – Clara Luz Monroy
- Martín Ricca – Rudolf
- María Chacón – Alicia "Lichita" Chagoyan
- Miguel Martínez – Chano Chamorro
- Horacio Pancheri – Dámaso Rivera
- Lambda García – Facundo Topete
- Sherlyn González – Silvana Cruz Muriel
- Imanol Landeta – Felipe[4]
- Leticia Perdigón – Bertha
- Ernesto Laguardia – Jason
- Cecilia Gabriela – Pura
- Adriana Fonseca – Paulina[5]
- María Perroni Garza – Sofía "Chofis" Chamorro Chagoyán
- Joaquín Bondoni – Sergio "Checo" Chamorro Chagoyán
- Jonathan Becerra – El Calacas
- Victoria Viera – Circe Guevara Mosqueda
- Emilio Beltrán – Ulises Guevara Mosqueda
- Camila Núñez – Scarlet Topete Mosqueda
- Tania Nicole – Lila Guevara
- Juan Pablo Velasco – Emiliano Guevara
- Constantino Alonso – Pipe
- Mateo Saavedra – Jesús "Chuchito" Chamorro Chagoyán
- Sandra Sánchez Cantú
- Lalo Zayas – Augusto
- José Remis – Igor
- Simone Mateos
- Ximena Tello
- Natalia Álvarez
- Iván Caraza
- Lukas Urkijo

## Vanjske poveznice
- Službena stranica